# Črni panter (mačka)
Črni panter je skupno ime za predstavnike velikih mačk iz rodu Panthera, za katere je značilen sloj črnega krzna ali velike koncentracije črnih peg na temnem ozadju. Izraz črni panter se najpogosteje uporablja za črno odlakane leoparde (Panthera pardus) iz Afrike in Azije ter jaguarje (P. onca) iz Srednje in Južne Amerike; črno odlakane različice teh vrst se imenujejo tudi črni leopardi oziroma črni jaguarji. Poleg tega se ta izraz včasih uporablja za opisovanje temno obarvanih kokoši, risov, jaguarundijev, tigrov in pum, čeprav poročila o črnih osebkih nekaterih vrst, kot je puma, niso zanesljiva.
Črno odlakanost pripisujejo izražanju recesivnih alelov pri leopardih in dominantnih alelih pri jaguarjih. Pri vsaki vrsti določena kombinacija alelov spodbuja proizvodnjo velikih količin temnega pigmenta melanina v krznu in koži živali. Čeprav se koncentracije melanina med člani istega legla pogosto razlikujejo, so posamezniki, ki imajo popolnoma črn kožuh, redki.
Na videz črnega kožuha lahko vplivajo drugi dejavniki, kot so vpadni kot svetlobe in starost živali. Na primer, nekateri melanistični leopardi in jaguarji so na videz popolnoma črni zato, ker razpršena svetloba zakrije vzorec njihovega krzna. Pri polni sončni svetlobi pa je vzorec rahlo opazen. Tudi črni ali skoraj črni kožuhi lahko nastanejo zaradi zadrževanja črnih peg iz mladostniške faze, ki lahko dopolnjujejo druge koncentracije temno obarvanega krzna v odrasli dobi. Pri drugih vrstah, kot je ris, je pojav črnega ali skoraj črnega kožuha mogoče pojasniti tudi s sezonskimi spremembami barve. 